# Ulmus uyematsui
Ulmus uyematsui är en almväxtart som beskrevs av Bunzo Hayata. Ulmus uyematsui ingår i släktet almar, och familjen almväxter. Inga underarter finns listade i Catalogue of Life.

## Bildgalleri

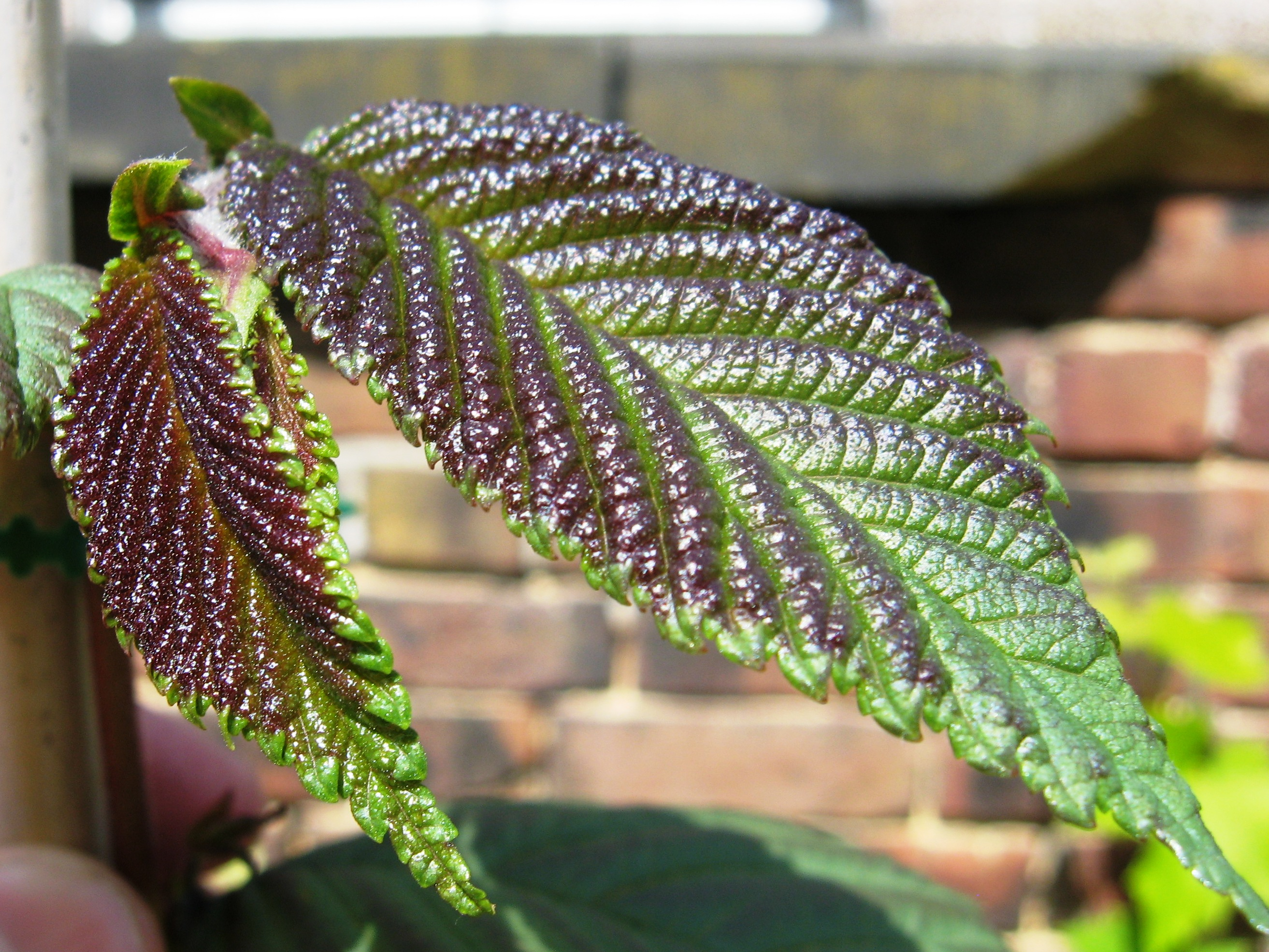